# Arisaema franchetianum
Arisaema franchetianum är en kallaväxtart som beskrevs av Adolf Engler. Arisaema franchetianum ingår i släktet Arisaema och familjen kallaväxter. Inga underarter finns listade.